# Каллісфен
Каллісфен (грец. Καλλισθένης, 360 до н. е., Олінф — 328 до н. е.) — давньогрецький історик, син сестри Аристотеля.
Каллісфен був близьким родичем філософа Аристотеля, син сестри останнього. У нього він навчався разом з Александром Великим. Потім він жив в Афінах, де особливо займався історією.
Коли Александр Великий вирушив у похід на персів, Каллісфен супроводжував його, але згодом, коли Александр, зіпсований улесниками, став вимагати раболіпного поклоніння своїй особі за перським звичаєм. Відтак Каллісфен піддався його немилості, оскільки він протестував проти цього звичаю, як недостойного грека. Оскільки його прямодушність і його суворі звичаї, так само як його суворий спосіб життя, дедалі більше не подобалися царю, то Александр убив товариша своєї юності, звинувативши його в участі в одній зі змов 328 до н. е.. Того самого року Феофраст пам'яті його присвятив книгу: «Каллісфен, або Про печалі».

## Основні праці
Історичні твори Каллісфена: «ἐλληνικά» в 10 книгах, що охоплювали 387—357 роки до н. е.; «περι του ἱερου πολέμου, Μακεδόνικα і Θρακικά» і, може бути, «περίπλους», якщо тільки остання не написана сибаритом, тезкою Каллісфена. Про справи Александра він писав у «Περσικά». Його захоплювали також заняття природознавством, любов до яких передав йому Феофраст, що познайомився з Каллісфеном під час перебування його в Афінах. Його історичними працями часто користувалися пізніші історики Александра.
Уривки праць Каллісфена поміщені у Geier'а, Alexandrihistor. scriptor., p. 232—272. Збережена до наших «Александрія» днів під ім'ям Каллісфена праця про Александра, головне джерело для середньовічних обробок саги про Александра (наприклад, латинська «Александрида» Гвальтера де Кастілліоне та середньоверхньонімецька «Пісня про Александра» попа Лампрехта), — пізніша робота, що з'явилася в Єгипті і, ймовірно, створена у IV столітті до н. е.